# Paus (släkt)

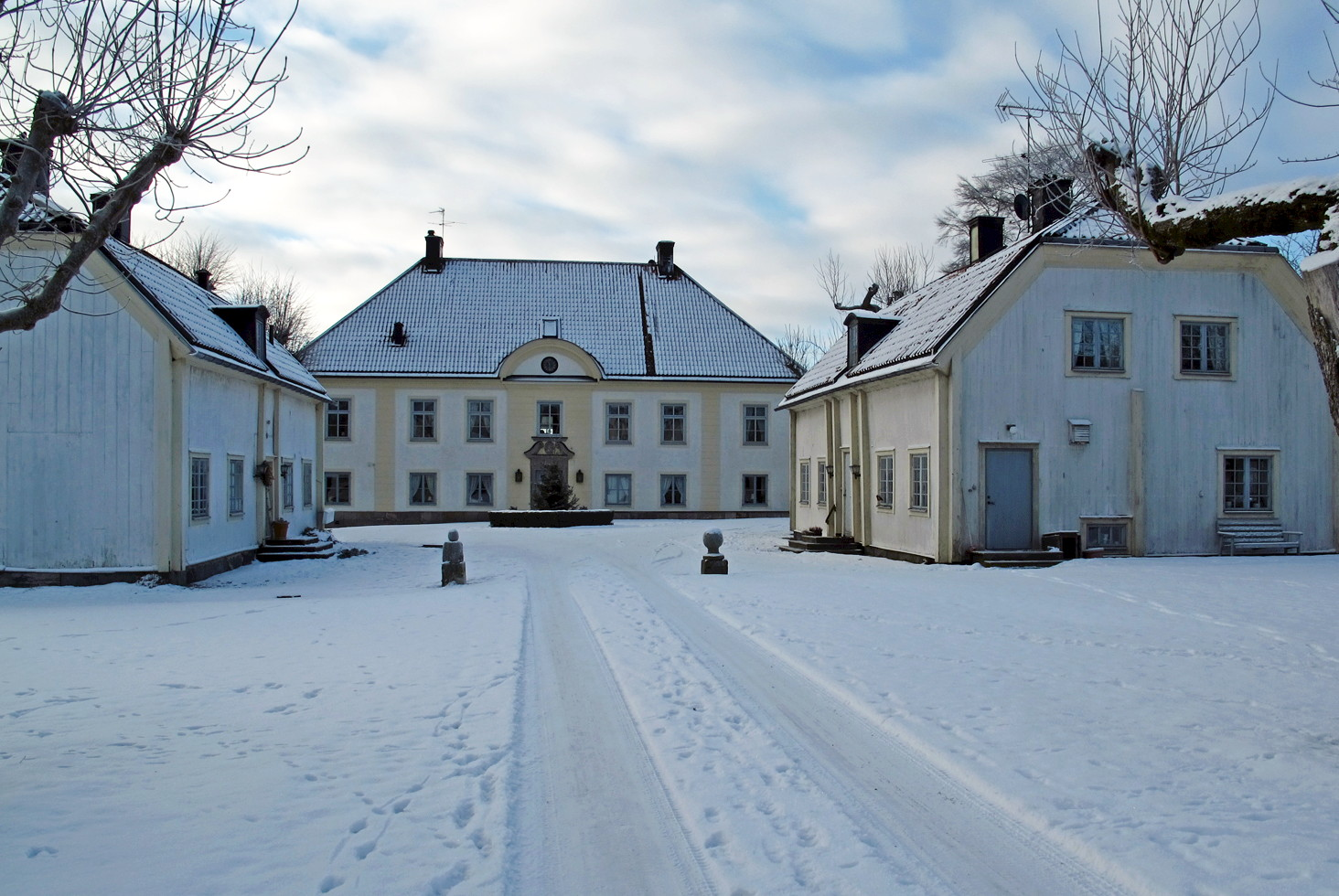
Herresta säteri i Södermanland, i släktens ägo sedan 1923

Paus (även de Paus och von Paus) är en norsk och svensk ämbetsmanna-, patricier- och adelssläkt som först framträdde som prästsläkt i Oslo på 1500-talet. De två prästerna och bröderna Hans (1587–1648) och Peder Povelsson Paus (1590–1653), som uppenbarligen hade bakgrund i eliten i 1500-talets Oslo, har länge varit kända som familjens äldsta säkra stamfäder. Enligt genealogen S.H. Finne-Grønns bok Slekten Paus är brödernas farfar och släktens äldsta kända man med all sannolikhet Hans Olufsson (död 1570), som var präst i Norge under reformationstiden och som hade hög adlig (riddares) rang i kraft av sin ställning som kanik vid Mariakyrkan i Oslo, den kyrkan som var säte för riksstyret i Norge. Släkten är den enda kända nulevande släkten som härstammar från den medeltida staden Oslo som brann ner 1624.
Dagens släkt härstammar från den yngste av bröderna, kyrkoherde i Kviteseid och prost i Øvre Telemark, Peder Povelsson Paus (1590–1653). Under 1600- och 1700-talet var släkten bland de främsta inom den regionala eliten, den s.k. ämbetsaristokratin, i Øvre Telemark, som kyrkoherdar, häradshövdingar och andra ståndspersoner. Från 1800-talet har många medlemmar varit skeppsredare, grosshandlare, godsägare och affärsmän i Norge och från början av 1900-talet även i Sverige. Tidigare fanns det t.ex. flera familjeägda rederier i Skien och Drammen, stålgrossistföretaget Ole Paus och industrikoncernen Paus & Paus i Norge; familjemedlemmar har även ägt flera andra stora industriföretag i Norge och en gren av familjen är delägare i rederierna Wilh. Wilhelmsen och Wallenius Wilhelmsen. Andra släktmedlemmar har varit läkare, advokater, diplomater och officerare.
Släktens mest kända ättling är dramatikern Henrik Ibsen; båda föräldrarna tillhörde familjen i biologisk eller social mening och den var deras närmaste släktingar. Ibsen använde flera familjemedlemmar som förebilder för litterära personer eller döpte dem efter familjemedlemmar, och motiv i flera av Ibsens dramer – särskilt Peer Gynt, Gengångare, En folkefiende, Vildanden, Rosmersholm och Hedda Gabler – inspirerades av familjetraditioner i familjekretsen Paus–Altenburg–Ibsen. Familjen Paus har fått omfattande behandling i Ibsenforskningen, och Jon Nygaard har hävdat att framväxten av "den nya puritanska ämbetsmannastaten [med] andan av ämbetsmän och förvaltarskap från Övre Telemark, familjen Paus" är ett huvudtema i Ibsens verk. Till släkten hör även vissångaren Ole Paus och komponisten Marcus Paus.
Familjemedlemmar har sedan tidigt 1900-tal ägt sex herrgårdar i Sverige. En gren av ätten äger de två herrgårdar Herresta och Näsbyholm i Södermanland; denna gren härstammar från Herman Paus och grevinnan Tatiana Tolstoy, Leo Tolstojs barnbarn. Även Trystorp, Närsjö gård, Ejratal och Kvesarums slott har tillhört familjemedlemmar. Godsägaren och kammarherren Christopher Tostrup Paus, som flyttade till Sverige 1914, förlänades 1923 av påven Pius XI grevlig värdighet. Familjemedlemmar bosatta i Italien och Österrike-Ungern skrev familjenamnet de Paus och von Paus från 1890-talet.

## Historia

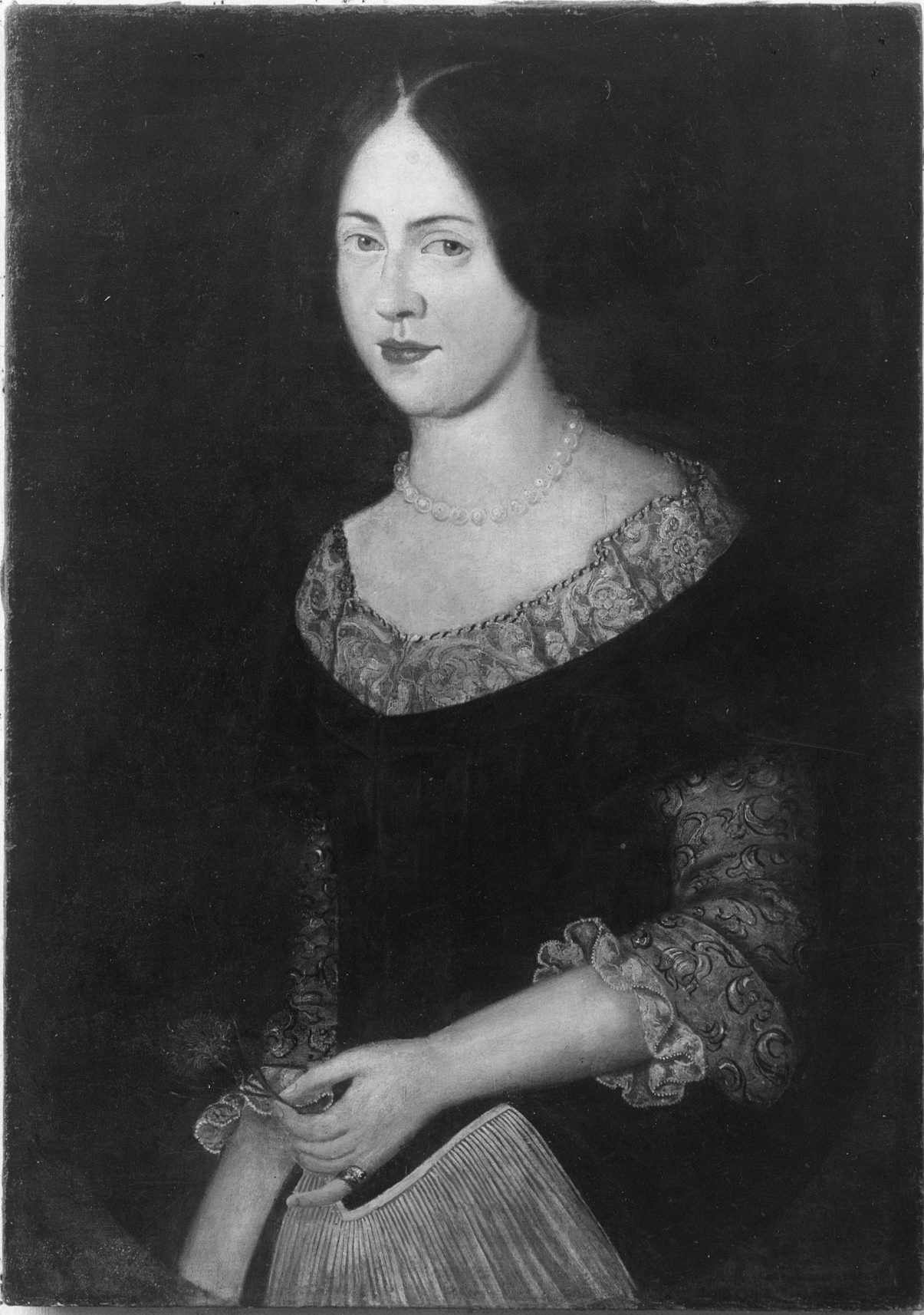
Aase Povelsdatter Paus (död 1713) (målad ca. 1685)

De två prästerna och bröderna Hans (1587–1648) och Peder Povelsson Paus (1590–1653), som uppenbarligen hade bakgrund i eliten i 1500-talets Oslo, har länge varit kända som familjens äldsta säkra stamfäder. Enligt genealogen S.H. Finne-Grønns bok Slekten Paus är brödernas farfar och släktens äldsta kända man med all sannolikhet Hans Olufsson (1500–70), som var präst i Norge under reformationstiden och kanik vid Mariakyrkan i Oslo. Mariakyrkan var det kungliga kapellet, vars prost sedan 1314 var Norges rikes kansler. Prästerna vid Mariakyrkan var enligt ett kungligt brev ex officio medlemmar av adeln och kanikerna hade rang av riddare, den högsta adliga rangen i Norge. Hans Olufssons prebende, Deleviks prebende, bestod av inkomsten av 43 gårdar och gårdparter. Hans Olufssons son, som dokumenterad av ett domstolsprotokoll från 1602, var Povel Hansson (förmodligen född ca. 1545–50), som var borgare i Oslo och uppenbarligen verksam som köpman. Namnet Paus är känd i Oslo redan på 13- och 1400-talet med bl.a. lagman i Oslo Nikolas Paus (nämnd 1329–1347) och bygården Pausen (nämnd 1324–1482) som antagligen var namngiven efter lagmannen eller hans familj, men en eventuell koppling mellan dessa och den senare familjen är inte klarlagt.

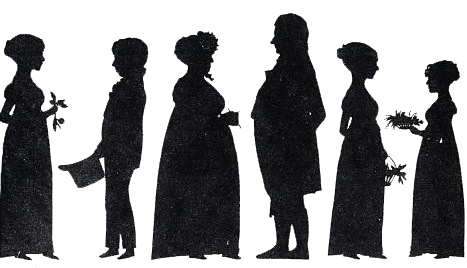
Medlemmar av släktena Altenburg och Paus kort efter Napoleonkrigen. Henrik Ibsens mor Marichen Altenburg till höger.

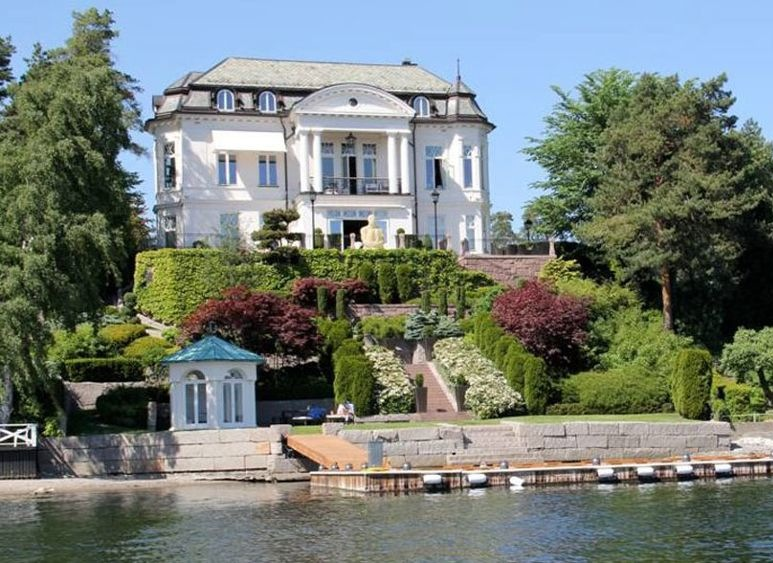
Pausvillan, Bygdøy, byggt för Ole Paus 1907

Bröderna Hans Povelsson Paus (f. 1587) och Peder Povelsson Paus (f. 1590) fick en kostbar utbildning i Oslo och studerade senare teologi vid Köpenhamns universitet; de ser ut att ha haft förbindelser med ledande män i Oslo inom adeln och kyrkan. Hans blev 1622 kyrkoherde i Fredrikstad; Peder blev före 1617 rektor på Latinskolan i Skien, år 1617 kaplan och 1621–22 kyrkoherde i Vinje och äntligen 1633 kyrkoherde i Kviteseid och prost i Øvre Telemark prosteri. Som prost inom statskyrkan var han inte bara den religiösa ledaren i ett av Norges största prosterier, men han var även en av statens högsta ämbetsmän och mest framstående representanter i Øvre Telemark.
Från Hans Povelsson Paus stammar flera präster, officerare och köpmän på 16- och 1700-talet, men denna släktgren utdog på 1700-talet på svärdssidan. Från Peder Povelsson Paus härstammar en talrik släkt, med kyrkoherdar, häradshövdingar, officerare och andra ståndspersoner under 16- och 1700-talet, från 1800-talet även skeppsredare, grosshandlare, godsägare, industrimän, Stortingsledamot, kammarherre, diplomater och konstnärer. Stålgrossistföretaget Ole Paus grundades 1872 av Ole Paus (1846–1931). Industriföretaget Paus & Paus grundades 1906 av bröderna Alf Paus (1869–1945) och Nicolai Paus.
Henrik Ibsens mormor Hedevig Christine Paus (1763–1848) tillhörde släkten, och fadern Knud Ibsen var styvson till Hedvigs bror, skeppsredaren Ole Paus (1766–1855). En av Henrik Ibsens bröder hade Paus som mellannamn. I ett brev till Georg Brandes skriver Ibsen att släkten var bland de patricier-familjer som dengang dominerte stedet og omegnen, alltså Skien.
Släktgrenar har, förutom i Norge, bott i Danmark (sedan 1700-talet), Storbritannien (sedan 1860-talet), USA (sedan 1800-talet) och Sverige (sedan början av 1900-talet).

## Paus i Sverige

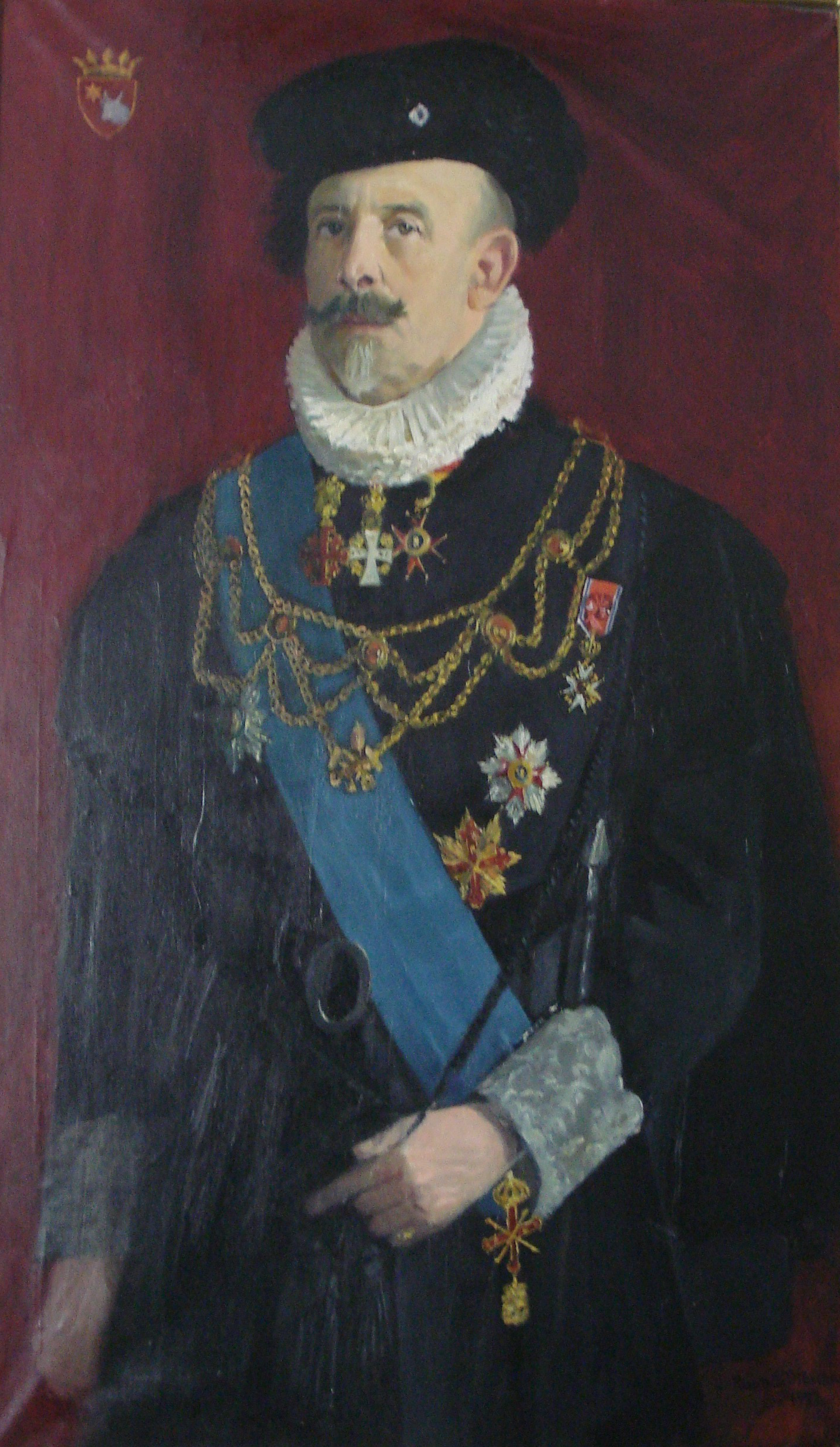
Christopher de Paus, greve, påvlig kabinettskammarherre, ägare av Trystorps slott och Herresta

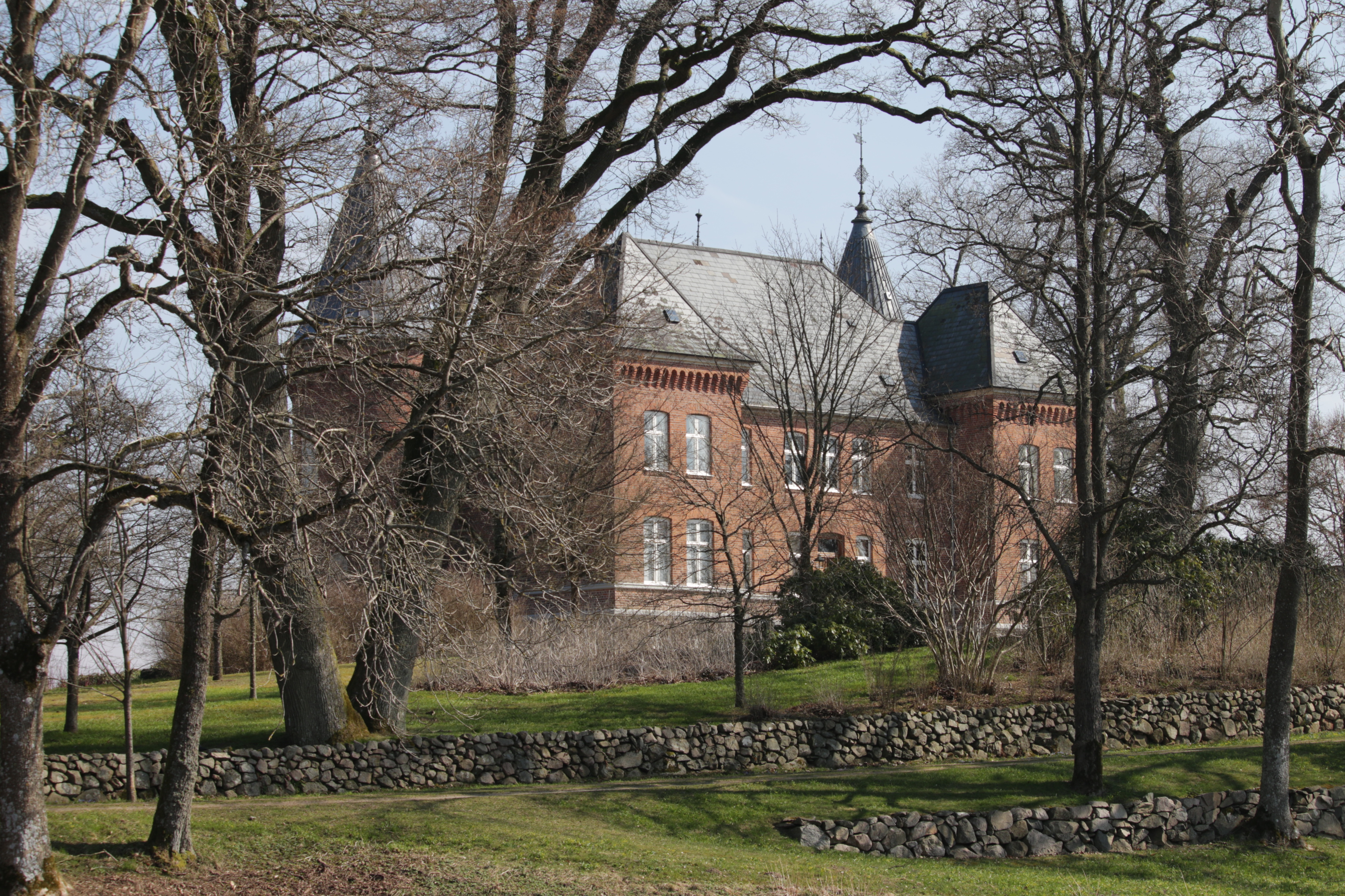
Kvesarums slott förvärvades 1936 av Thorleif (von) Paus, farfar till vissångaren Ole Paus

Till Sverige inkom kammarherren, godsägaren och konstsamlaren Christopher Tostrup Paus (1862–1943) 1914, och förvärvade där godset Trystorps slott i Närke samma år. Han var arvinge till Tostrup & Mathiesen, ett av Norges största timmerföretag, konvertit till katolska kyrkan, riddare av Malteserorden och förlänades 25 maj 1923 av påven (Pius XI) ärftlig (agnatisk primogenitur) grevlig värdighet under namnet de Paus som sidan 1890-talet använts utanför Skandinavien av flera familjemedlemmar. Paus tjänstgjorde som kammarherre vid det påvliga hovet tillsammans med markis Claes Lagergren. Den grevliga ätten Paus var i Sverige medlem av Ointroducerad adels förening, men utslocknade 1943.
En linje av ätten bosatta i Sverige, även kallad Paus af Herresta, härstammar från greve Christopher Tostrup Paus' syssling, agronom och godsägare Herman Christopher Paus (1897–1983) och grevinnan Tatiana Tolstoy (1914–2007). Herman Paus var son till ingenjören och fabriksägaren Carl Ludvig Paus från Bygdøy i Oslo och flyttade till Sverige runt 1920; maken Tatiana Tolstoy var född på Jasnaja Poljana och var dotter till greve Lev Tolstoj (den yngre) (1869–1945) och barnbarn till Lev Tolstoj (1828–1910). Herman Paus köpte 1938 herrgården Herresta från sin släkting, greve Christopher Paus, som själv hade köpt herrgården 1923. Herman Paus och Tatiana f. Tolstoy hade fyra barn, bland dessa godsägare Christopher Paus (f. 1941), godsägare Greger Paus (f. 1943), Tatiana Paus (f. 1945) och fastighetsinvesteraren Peder Paus (f. 1950). Tatiana Paus är gift med direktör Magnus Uvnäs, och de är kända som personliga vänner till det svenska kungaparet. Herresta övertogs av sonen Christopher Paus (f. 1941) och ägs nu av Hermans barnbarn Fredric Paus. Hermans yngre son Greger Paus (f. 1943) ägde Näsbyholms säteri.
Herman Paus bror, godsägare Karl Paus (f. 1902), var även bosatt i Sverige och förvärvade 1928 herrgården Närsjö gård i Södermanland. Karl Paus väg vid Närsjö är uppkallad efter honom.
I Sverige bodde även Herman och Karls kusin Thorleif (von) Paus (1881–1976), norsk affärsman och före detta generalkonsul i Wien, som ägde Kvesarums slott i Södra Rörum i Skåne från 1936. Han förvärvade senare herrgården Ejratal, även i Skåne. Paus var gift i första äktenskapet med Ella Stein, som tillhörde en österrikisk judisk familj som konverterade till kristendomen på 1880-talet, och i tredje äktenskapet med änkegrevinnan Ella Moltke af Nør, född Glückstadt, som tillhörde en framstående dansk judisk familj och som tidigare varit gift med greve Erik Moltke af Nør. De lämnade Sverige 1964 och bosatte sig i Köpenhamn. Thorleif Paus var far till general Ole Paus och farfar till vissångaren Ole Paus.
Bland andra släktmedlemmar som flyttade till Sverige är civilingenjören och företagsledaren Kjeld Fredrik Wangensten Paus (1920–2006), Lidingö, vars son är geologen Hans Ole Wangensten Paus (f. 1952), Lidingö. Kjeld Paus var central inom svensk vägbyggnad och var son till Hans Wangensten Paus, vars farfar var kronofogden (och Henrik Ibsens farbror) Henrik Johan Paus.

## Namn
Namnet är känt i Oslo både under 1300- och 1400-talet – bland annat från gården Pausen (nämnd 1324–1482) – och från prästbröderna som föddes i slutet av 1500-talet. Namnet är uppenbarligen av lågtyskt ursprung, troligen härlett från ett tillnamn för en person känd för sin gudsfruktan, med samma etymologi som "påve" (och "pappa"). Namnet kan ha kommit till Oslo under högmedeltiden med invandrare från det lågtyska språkområdet (Nederländerna eller norra Tyskland). Det finns en rad familjer med samma namn i Nederländerna, Belgien och nordvästra Tyskland, samt flera andra familjer i Norge, utan koppling till den kända norska ämbetsmannasläkten från Oslo. Den svenske regissören Johan Paus tillhör inte släkten.

## Medlemmar

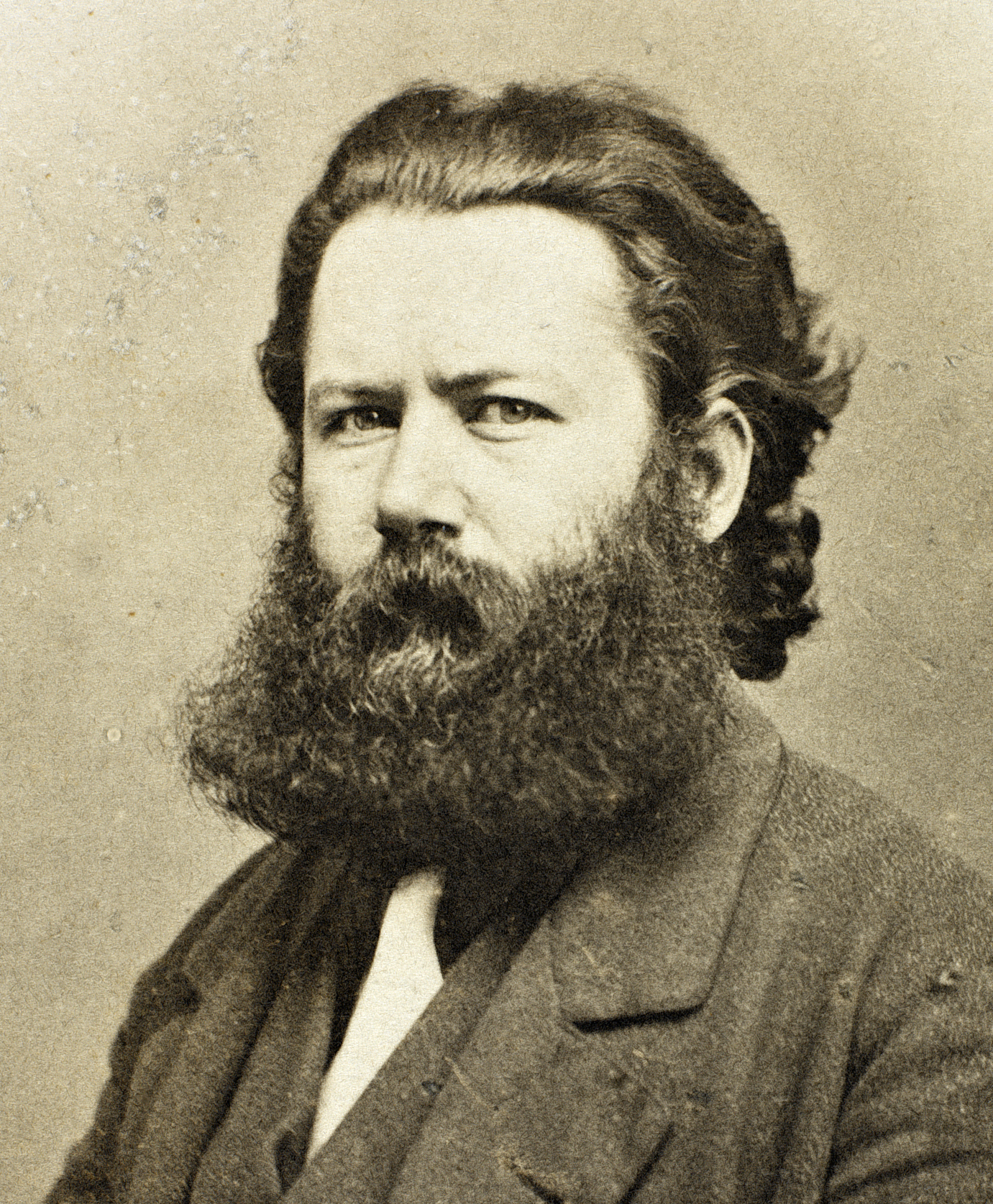
Båda Henrik Ibsens föräldrar tillhörde familjen Paus i biologisk eller social mening, och den var deras närmaste släktingar

- Hans Olufsson (död 1570), norsk präst och adelsman, släktens antagna stamfader (enligt S. H. Finne-Grønns bok Slekten Paus)[1]
- Peder Povelsson Paus (1590–1653), norsk präst
- Povel Pedersson Paus (1625–1682), norsk präst
- Hans Povelsson Paus (1656–1715), norsk präst
- Cornelius Povelsson Paus (1662–1723), norsk jurist och häradshövding i Øvre Telemark
- Peder Hansson Paus (1691–1759), norsk jurist och häradshövding i Øvre Telemark
- Hans Pedersson Paus (1721–1774), norsk jurist och häradshövding i Øvre Telemark
- Henrik Johan Paus (1799–1893), norsk jurist och ämbetsman
- Christian Cornelius Paus (1800–1879), norsk jurist och landshövding i Bratsberg (Telemark)
- Christopher Blom Paus (1810–1898), skeppsredare och bankdirektör
- Ole Paus (1846–1931), stål- och järngrosshandlare, bankdirektör
- Greve Christopher (de) Paus (1862–1943), norsk-svensk godsägare och påvlig kammarherre
- Nikolai Nissen Paus (1877–1956), norsk läkare, president i Norges Røde Kors
- Thorleif (von) Paus (1881–1976), norsk-svensk generalkonsul i Wien, godsägare
- George Wegner Paus (1882–1923), advokat och direktör i Norsk Arbeidsgiverforening
- Nicolay Nissen Paus (1885–1968), fabriksägare
- Hans Wangensten Paus (1891–1975), norsk vägingenjör
- Herman Christopher Paus (1897–1983), norsk-svensk godsägare, Herresta säteri, gift med grevinnan Tatiana Tolstoy
- Karl Paus (1902), norsk-svensk godsägare, Närsjö gård
- Bernhard Paus (1910–1999), norsk läkare, officer, stormästare i Den Norske Frimurerorden
- Ole Otto Paus (1910–2003), norsk general
- Christian Cornelius Paus (1910–1986), jurist och stål- och järngrosshandlare, gift med komtessan Hedevig Wedel-Jarlsberg
- Tanja Tolstoy-Paus (1914–2007), rysk-svensk grevinna
- Christopher Hermansson Paus (1941-2025), svensk godsägare, Herresta säteri
- Greger Hermansson Paus (1943), svensk godsägare, Näsbyholms säteri
- Ole Paus (1947), norsk trubadur, författare och kompositör
- Ole Paus (1952), Lidingö, svensk geolog och företagsledare
- Fredric Christopherson Paus (1971), svensk godsägare, Herresta säteri
- Cecilie Alexandra Pontine Paus (1973), skeppsredare (Wilh. Wilhelmsen, Wallenius Wilhelmsen)
- Caroline Victoria Olympia Paus (1976), skeppsredare (Wilh. Wilhelmsen, Wallenius Wilhelmsen)
- Marcus Paus (född 1979), norsk kompositör
- Daria Paus (född 1986), svensk krimförfattere från Näsbyholms säteri; Leo Tolstoj var hennes farmors farfar

Ättlingar
- Henrik Ibsen – båda Henrik Ibsens föräldrar tillhörde familjen Paus i biologisk eller social mening, och den var deras närmaste släktingar. Henrik Ibsens far, Knud Ibsen, blev uppfostrad av styvfadern Ole Paus och modern Johanne Paus, född Plesner, från det att han var ett år gammal. Henrik Ibsens mor, Marichen, var dotter till Hedevig Christine Paus, en syster till Ole Paus.

## Sigill och vapen

Povel Paus (1625–1682) använde i sitt sigill på Suveränitetslagen år 1661 en vakande trana

Grevligt vapen för Christopher Paus

Sigill för greve Christopher de Paus.

Kyrkoherde i Hjartdal Povel Pedersson Paus (1625–1682), som den nu levande släkten härstammar från, var bland de 87 norska representanter för prästeståndet som undertecknade Suveränitetslagen år 1661 – Danmark-Norges nya konstitution – och hans sigill på Suveränitetslagen visar en stående trana med kula i ett upphöjt klo, en vakande trana, vänd mot sinister.
Povel Paus son, häradshövding i Øvre Telemark Cornelius Paus (1662–1723), förde vapen med en vildman, och Cornelius brorson, häradshövding Peder Paus (1691–1759), förde vapen med en duva med olivkvist i näbben på en orm.
Dagens vapen antogs i slutet av 1800-talet, inspirerad av ett vapen från 1300-talet, och är blasonerad i Hallvard Trættebergs bok Norske By- og Adelsvåben som: Rød bunn, sølv oksehode med hals øverst til høire gullstjerne. Detta vapen fastställdes även genom det grevliga adelsbrevet som tilldelades Christopher Paus. I Sveriges ointroducerade adels kalender är detta vapen blasonerat som:
I rödt fält ett silfverne oxhofvud, växande ur vänstra sköldranden, samt i öfre högra hörnet en gyllene sexuddig stjärna; två hjälmer, på den högra två buffelhorn, växelvis delade i silfver och rödt, på den vänstra en vinge i silfver och svart; hjälmtäcken till höger i silfver och rödt, till vänster i silfver och svart.'
Vapnet har också använts som sköld med rangkrona.